# Irene Paleòloga
|  | No s'ha de confondre amb Irene Paleòloga de Trebisonda. |

Irene Paleòloga, morta després de l'any 1356, va ser emperadriu consort pel seu matrimoni amb l'emperador romà d'Orient Mateu Cantacuzè.
Irene era filla del dèspota Demetri Paleòleg i la seva esposa Teodora. Els seus avis paterns eren Andrònic II Paleòleg i la seva segona esposa Irene de Montferrat.
El 26 d'octubre de l'any 1341, Joan VI Cantacuzè va ser coronat emperador a la ciutat de Demòtica. El seu rival Joan V Paleòleg era germà bessó d'Irene i regnava a Constantinoble. Es va iniciar una guerra civil entre ells que va durar fins al 1347. El 3 de febrer de 1347, les dues parts van arribar a un acord. Joan VI Cantacuzè va ser nomenat emperador principal amb Joan V com a coemperador.
El 15 d'abril del 1353, Mateu Cantacuzè va ser nomenat coemperador, cosa que va revifar el conflicte entre Joan V i Joan VI. La designació de Mateu va ser entesa com un intent de Joan VI Cantacuzè per assegurar la seva successió. Irene es va convertir així en la tercera emperadriu al costat de la seva sogra Irene Assèn (esposa de Joan VI) i de la seva cunyada Helena Cantacuzena (esposa de Joan V Paleòleg).
El 4 de desembre de 1354, Joan VI Cantacuzè va abdicar i es retirà amb la seva dona a un monestir, mentre que Joan V Paleòleg s'assegurava el control de Constantinoble. Mateu Cantacuzè va conservar el seu títol d'emperador i va regnar sobre una part de Tràcia. El febrer de 1356, Mateu i Irene van ser capturats per l'exèrcit de Sèrbia i van ser presoners fins al seu lliurament a Joan V al mes de desembre. Mateu es va veure obligat a abdicar l'any següent.

## Fills
Irene i Mateu Cantacuzè es van casar l'any 1340 i van tenir almenys cinc fills:
- Joan Cantacuzè, nascut cap al 1342 i mort després del 1361, dèspota.
- Demetri I Cantacuzè, Sebastocràtor i breument dèspota de Morea.
- Teodora Cantacuzena, possiblement religiosa.
- Helena Cantacuzena, casada amb Lluís Frederic d'Aragó, comte de Salona.
- Maria Cantacuzè, casada amb Joan Làscaris Caloferos, senador del Regne de Xipre.[1]